# Лиляна Перничева-Перец
Лиляна Перничева-Перец е българска археоложка – специалист по праистория.

## Биография
Родена е на 29 май 1940 г. в град Пловдив. През 1964 г. завършва специалност „История“ с профил археология и музейно дело в Софийския университет. След дипломирането си известно време работи като учител по история. От 1972 г. е назначена в Археологическия институт с музей при Българската академия на науките, където отговаря за отдел „Праистория“. Автор е на две от големите постоянни експозиции на института, реализирани през 1983 и 2002 г
През 1977 г. защитава докторска дисертация на тема „Неолитна и халколитна архитектура в България“ в Историческия факултет на Софийския университет. Последователно заема длъжностите научен сътрудник II и I степен в Националния археологически институт с музей. През 1993 г. ѝ е присъдено научното звание старши научен сътрудник II степен въз основа на труда ѝ „Неолитни селища в долината на Средна Струма“.
В периода 1996–1999 г. преподава праисторическа архитектура в Нов български университет. 
Изследователските ѝ интереси са съсредоточени върху развитието на праисторическите култури в Благоевградска област, с основен фокус върху долината на Средна Струма. Активно участва в теренни обхождания и е един от заместник-ръководителите на голямата българо-полска експедиция „Струма“, провела в периода 1977–1981 г. регистриране на археологически обекти в долината на Средна Струма.
Взема участие в проучването на редица праисторически обекти, сред които: Струмско – Кайменска чука (1978–1979), Българчево (1974, 1977–1987), Коларово (1980), Ковачево (1981), Катунци, Турски дол, Марчин (1981), Петрово (1981), Дамяница (1985, 1988–1989).
Резултатите от тези дългогодишни теренни и аналитични изследвания са обобщени в монографията ѝ Prehistoric Cultures in the Middle Struma Valley: Neolithic and Eneolithic..
Леляна Перничева умира на 6 ноември 2011 година в град София.